# Per Johan Axelsson
Pour les articles homonymes, voir Axelsson.
Per-Johan Axelsson (né le 26 février 1975 à Kungälv en Suède) est un joueur professionnel suédois de hockey sur glace. Son frère Anton est également professionnel.

## Biographie

### Carrière en club
Axelsson a commencé à jouer au hockey en ligue junior pour le club de sa ville, le Frölunda HC en 1992. Il fera des apparitions les années suivantes dans le championnat senior (Elitserien).
En 1995, lors du repêchage d'entrée dans la Ligue nationale de hockey, les Bruins de Boston le choisissent en tant que 177e choix mais il continue à jouer en Suède. Cette même année, il a sa place comme titulaire dans l'équipe première du Frölunda HC.
En 1997, il fait ses débuts dans la LNH en jouant 82 matchs dès sa première saison. Les Bruins se qualifient alors pour les séries éliminatoires et Axelsson devient un joueur clé de la franchise.
En 2004, lors du lock-out de la LNH, il retourne jouer dans son pays et dans son club formateur en compagnie de Daniel Alfredsson et Samuel Påhlsson. Frölunda gagne cette année-là le championnat et Axelsson est le joueur qui enregistre le plus d'aides lors des séries.
Le 3 mars 2006, il signe une extension de contrat de trois ans avec les Bruins.
Le 27 juillet 2009, Axelsson signe avec l'équipe de Frölunda HC en Elitserien
Il annonce son retrait de la compétition le 10 avril 2013 et devient recruteur pour les Bruins de Boston.

### Carrière internationale
P. J. Axelsson a représenté la Suède lors des compétitions suivantes :
- Championnat du monde junior
  - 1995
- Championnat du monde
  - Médaille de bronze : 2001 et 2002
  - Médaille d'argent : 2003 et 2004

Il participe également aux Jeux olympiques d'hiver de 2006 à Turin en  Italie, remportant avec la Suède la médaille d'or.

## Statistiques

### En club
| Saison     | Équipe           | Ligue      |     | Saison régulière | Saison régulière | Saison régulière | Saison régulière | Saison régulière |   | Séries éliminatoires | Séries éliminatoires | Séries éliminatoires | Séries éliminatoires | Séries éliminatoires |
| Saison     | Équipe           | Ligue      | PJ  | B                | A                | Pts              | Pun              | PJ               | B | A                    | Pts                  | Pun                  |                      |                      |
| 1993-1994  | Frölunda HC      | Elitserien | 11  | 0                | 0                | 0                | 4                | -                | - | -                    | -                    | -                    |                      |                      |
| 1994-1995  | Frölunda HC      | Elitserien | 8   | 2                | 1                | 3                | 6                | -                | - | -                    | -                    | -                    |                      |                      |
| 1995-1996  | Frölunda HC      | Elitserien | 36  | 15               | 5                | 20               | 10               | 13               | 3 | 0                    | 3                    | 10                   |                      |                      |
| 1996-1997  | Frölunda HC      | Elitserien | 50  | 19               | 15               | 34               | 34               | 3                | 0 | 2                    | 2                    | 0                    |                      |                      |
| 1997-1998  | Bruins de Boston | LNH        | 82  | 8                | 19               | 27               | 38               | 6                | 1 | 0                    | 1                    | 0                    |                      |                      |
| 1998-1999  | Bruins de Boston | LNH        | 77  | 7                | 10               | 17               | 18               | 12               | 1 | 1                    | 2                    | 4                    |                      |                      |
| 1999-2000  | Bruins de Boston | LNH        | 81  | 10               | 16               | 26               | 24               | -                | - | -                    | -                    | -                    |                      |                      |
| 2000-2001  | Bruins de Boston | LNH        | 81  | 8                | 15               | 23               | 27               | -                | - | -                    | -                    | -                    |                      |                      |
| 2001-2002  | Bruins de Boston | LNH        | 78  | 7                | 17               | 24               | 16               | 6                | 2 | 1                    | 3                    | 6                    |                      |                      |
| 2002-2003  | Bruins de Boston | LNH        | 66  | 17               | 19               | 36               | 24               | 5                | 0 | 0                    | 0                    | 6                    |                      |                      |
| 2003-2004  | Bruins de Boston | LNH        | 68  | 6                | 14               | 20               | 42               | 7                | 0 | 0                    | 0                    | 4                    |                      |                      |
| 2004-2005  | Frölunda HC      | Elitserien | 45  | 9                | 9                | 18               | 95               | 14               | 1 | 10                   | 11                   | 18                   |                      |                      |
| 2005-2006  | Bruins de Boston | LNH        | 59  | 10               | 18               | 28               | 4                | -                | - | -                    | -                    | -                    |                      |                      |
| 2006-2007  | Bruins de Boston | LNH        | 55  | 11               | 16               | 27               | 52               | -                | - | -                    | -                    | -                    |                      |                      |
| 2007-2008  | Bruins de Boston | LNH        | 75  | 13               | 16               | 29               | 15               | 7                | 0 | 0                    | 0                    | 2                    |                      |                      |
| 2008-2009  | Bruins de Boston | LNH        | 75  | 6                | 24               | 30               | 16               | 11               | 0 | 1                    | 1                    | 2                    |                      |                      |
| 2009-2010  | Frölunda HC      | Elitserien | 47  | 10               | 16               | 26               | 51               | 5                | 1 | 0                    | 1                    | 6                    |                      |                      |
| 2010-2011  | Frölunda HC      | Elitserien | 50  | 4                | 10               | 14               | 51               | -                | - | -                    | -                    | -                    |                      |                      |
| 2011-2012  | Frölunda HC      | Elitserien | 52  | 2                | 12               | 14               | 22               | 4                | 0 | 0                    | 0                    | 2                    |                      |                      |
| 2012-2013  | Frölunda HC      | Elitserien | 49  | 6                | 10               | 16               | 10               | 2                | 0 | 0                    | 0                    | 2                    |                      |                      |
| Totaux LNH | Totaux LNH       | Totaux LNH | 797 | 103              | 184              | 287              | 276              | 54               | 4 | 3                    | 7                    | 24                   |                      |                      |

### En équipe nationale
| Année | Équipe    | Compétition                 |   | PJ | B | A | Pts | Pun                |  | Résultat |
| 1995  | Suède U20 | Championnat du monde junior | 7 | 2  | 3 | 5 | 2   | Médaille de bronze |  |          |
| 2000  | Suède     | Championnat du monde        | 6 | 1  | 3 | 4 | 2   | 7e place           |  |          |
| 2001  | Suède     | Championnat du monde        | 9 | 3  | 6 | 9 | 12  | Médaille de bronze |  |          |
| 2002  | Suède     | Jeux olympiques             | 4 | 0  | 0 | 0 | 2   | 5e place           |  |          |
| 2002  | Suède     | Championnat du monde        | 5 | 3  | 3 | 6 | 4   | Médaille de bronze |  |          |
| 2003  | Suède     | Championnat du monde        | 9 | 3  | 4 | 7 | 16  | Médaille d'argent  |  |          |
| 2004  | Suède     | Championnat du monde        | 7 | 2  | 3 | 5 | 8   | Médaille d'argent  |  |          |
| 2004  | Suède     | Coupe du monde              | 4 | 0  | 0 | 0 | 2   | 5e place           |  |          |
| 2005  | Suède     | Championnat du monde        | 7 | 1  | 0 | 1 | 2   | 4e place           |  |          |
| 2006  | Suède     | Jeux olympiques             | 8 | 3  | 3 | 6 | 0   | Médaille d'or      |  |          |